# Fontana dell'Esedra (Napoli)

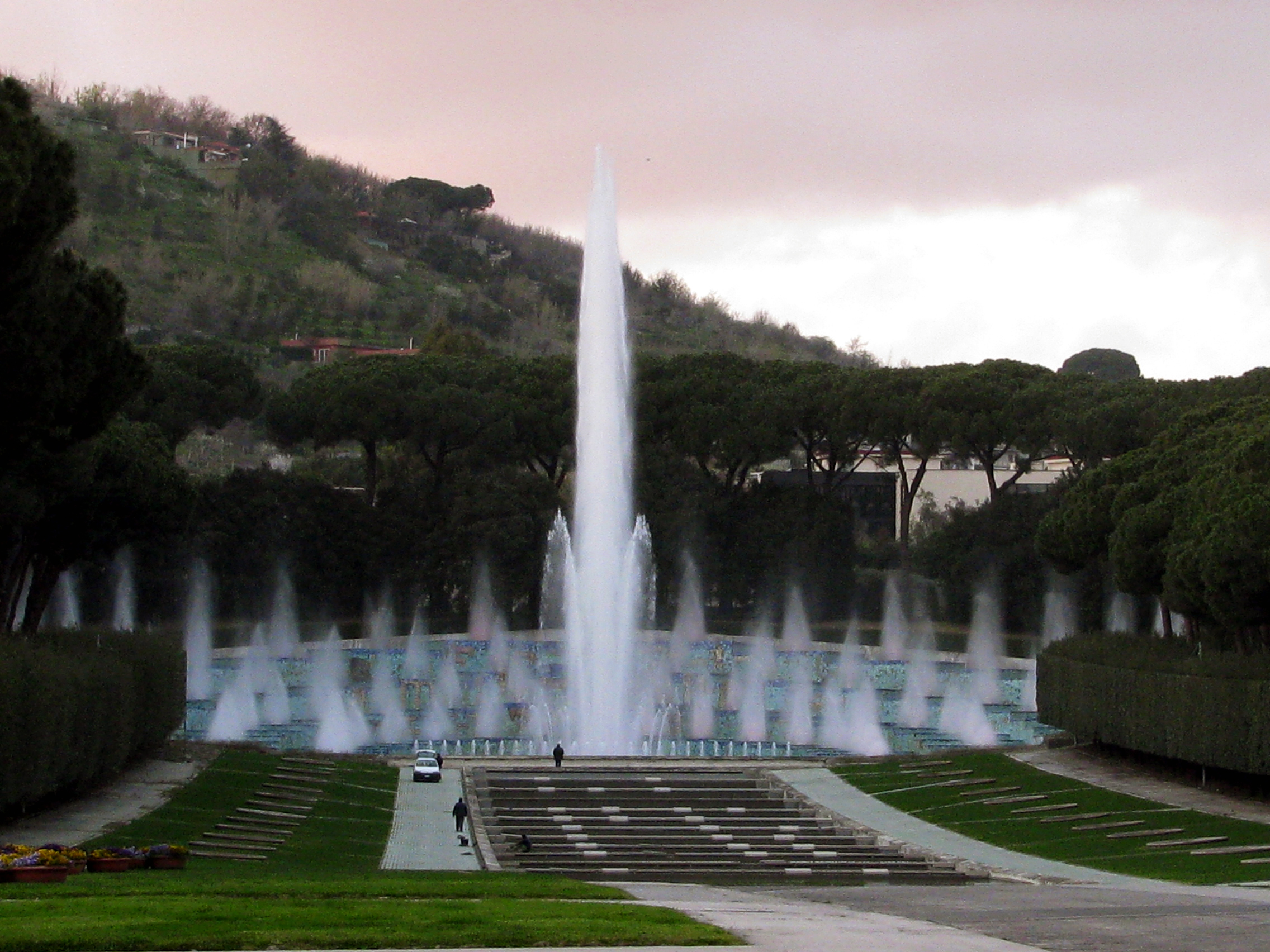
La fontana dell'Esedra

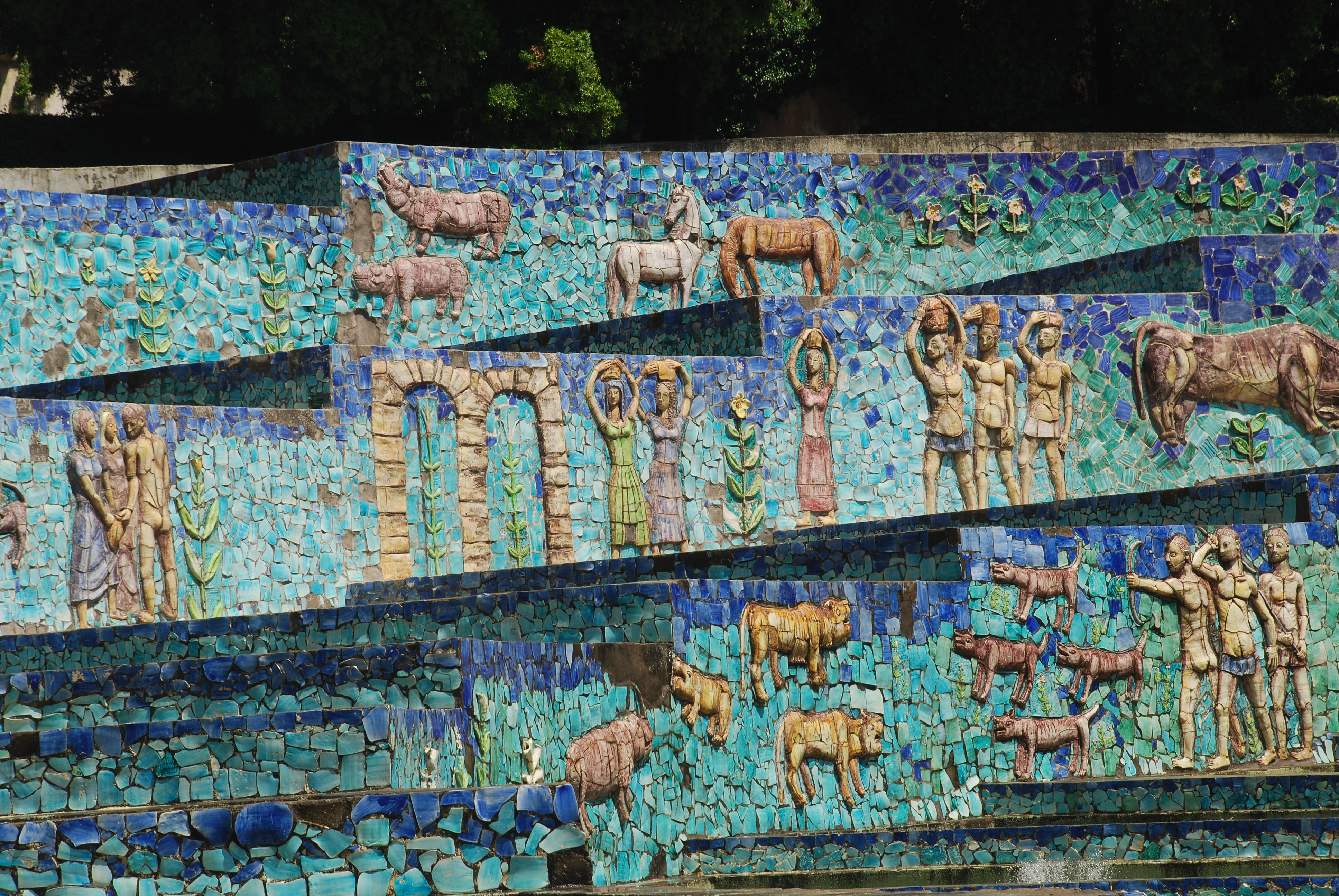
Le decorazioni in ceramica dellanfiteatro delle acque

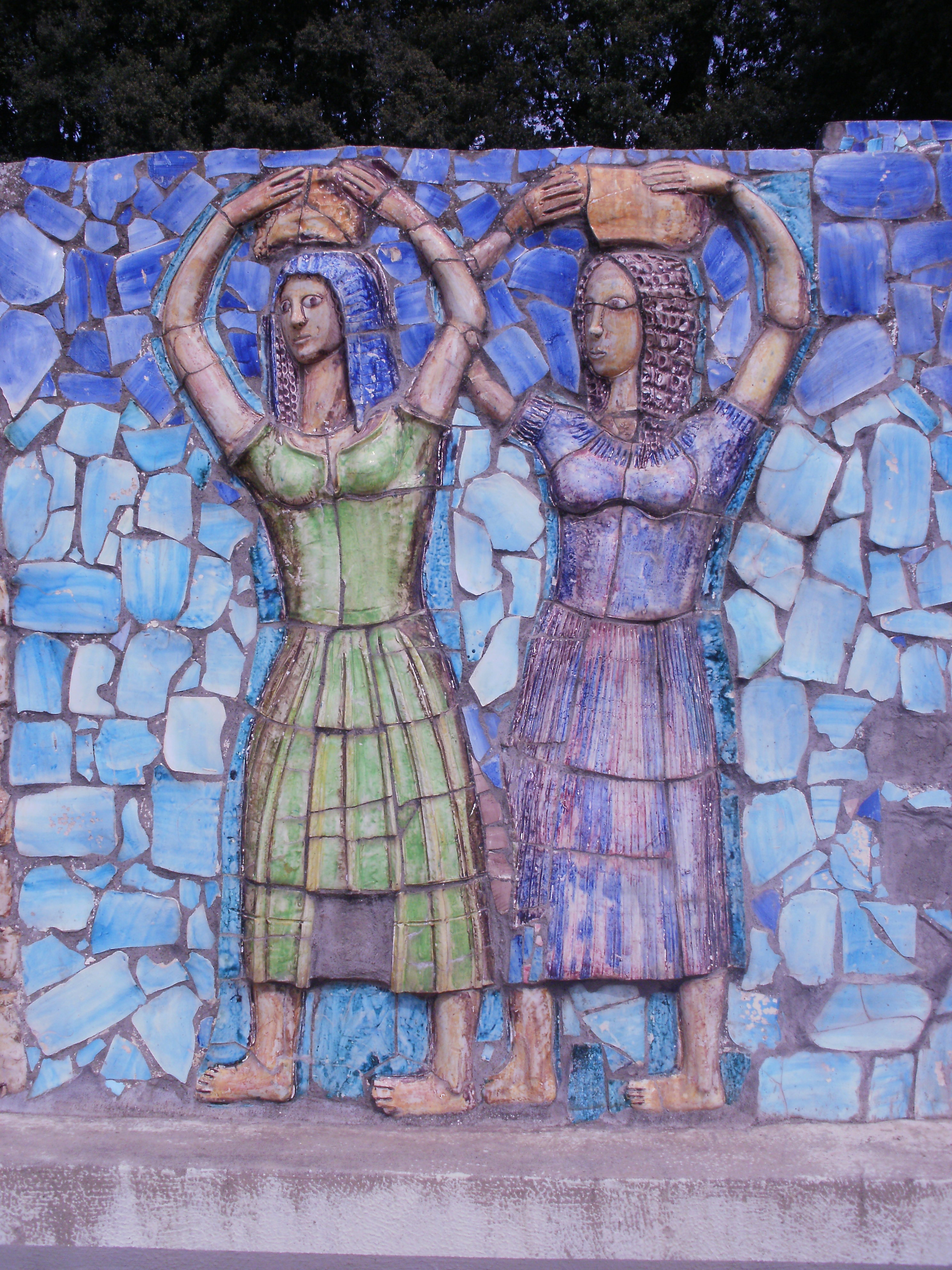
Particolare delle decorazioni

La fontana dell'Esedra è la più grande fontana di Napoli, situata nel vasto complesso architettonico della Mostra d'Oltremare.

## Storia
La fontana fu progettata nel 1938 da due architetti, Carlo Cocchia e Luigi Piccinato, e inaugurata nel 1940. Fu voluta dal regime fascista, in quanto doveva celebrare la politica coloniale italiana. L'inaugurazione fu spettacolare: venne eseguita la sinfonia "Fontane d'Oltremare" (composta dal Maestro Guido Pannain) e i getti d'acqua erano sincronizzati con la musica.
Il 23 maggio 2006, dopo circa trent'anni di pressoché totale abbandono e due anni e mezzo di lavori costati circa sei milioni di Euro, la fontana è stata restaurata e nuovamente inaugurata.
Ad oggi, maggio 2025, la fontana risulta non attiva e in sostanziale stato di abbandono.

## Caratteristiche
La struttura, ispirata ai settecenteschi modelli della fontana della reggia di Caserta, con la sua estensione di 900 metri quadrati, è in grado di contenere una massa d'acqua di 4000 metri cubi ed emettere getti alti fino a 40 metri. Intorno è circondata da ottocento alberi d'alto fusto, soprattutto da pini e lecci. Attualmente la fontana può contare su 76 vasche ad esedra, 1300 ugelli fatti di ottone e di bronzo, dodici fontane a cascata e altrettante elettropompe. Grazie a circa 800 proiettori che emettono luci di vari colori e un impianto audio, la fontana è in grado di offrire spettacoli molto suggestivi. La decorazione della fontana, eseguita in ceramica, è opera di Giuseppe Macedonio.

## Galleria d'immagini

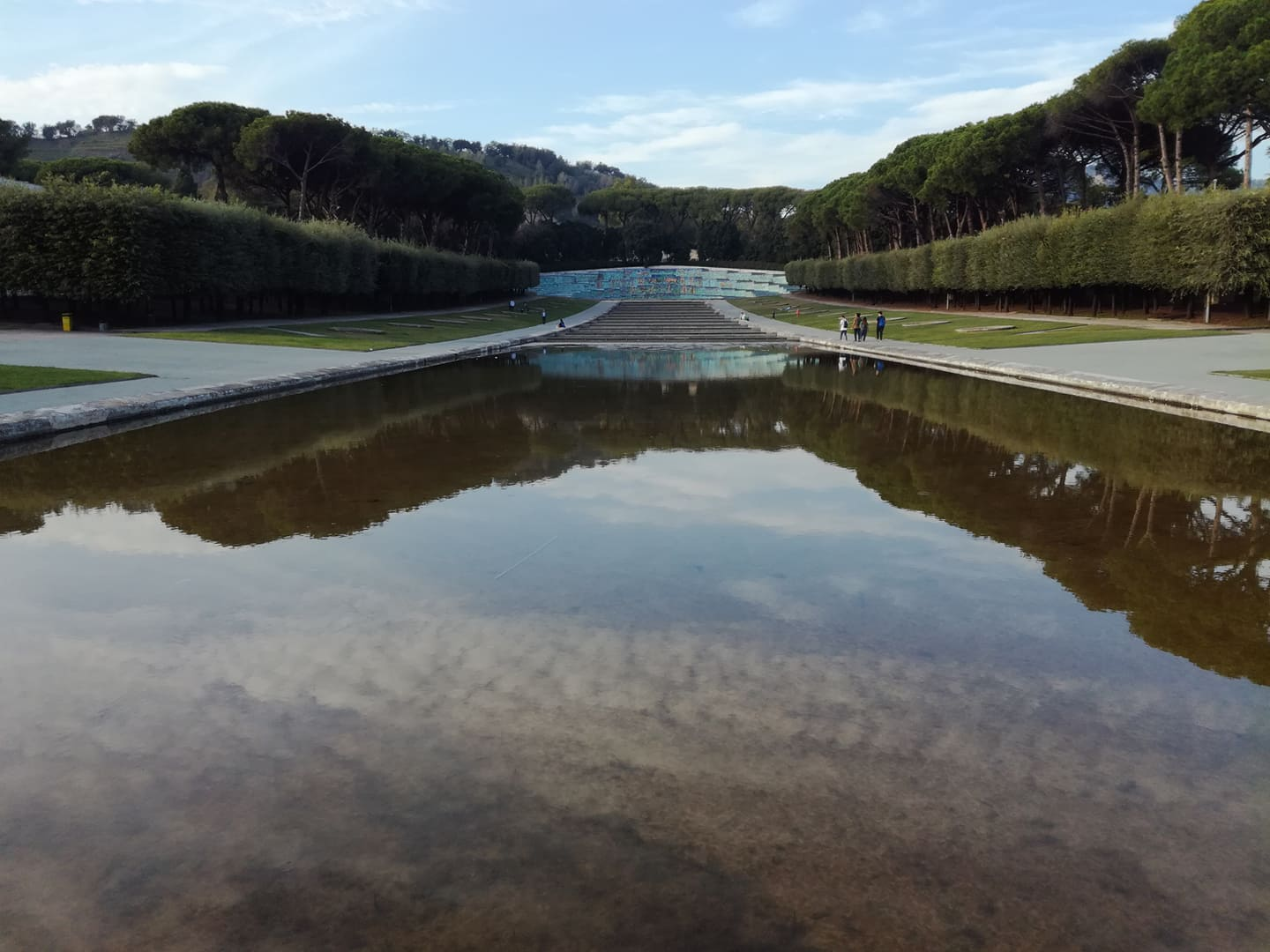
Particolare delle dodici vasche comunicanti